# 托马斯·安德鲁斯
湯瑪斯·安德魯斯（1873年2月7日—1912年4月15日）是英國爱尔兰商人與造船家。他曾擔任愛爾蘭贝尔法斯特造船公司哈兰德与沃尔夫造船厂的执行董事、設計總監和首席造船工程師。作為負責英国皇家邮轮泰坦尼克号的總設計師，他在1912年4月2日帶領一支鐵達尼號品管小组登船視察，並在4月10日與該船一起進行首航橫渡大西洋。4月14日深夜，該船撞上冰山；4月15日凌晨沉沒，他與1,500人隨鐵達尼號一起葬身大海，遺體從未尋獲。

## 生平

### 早年生活

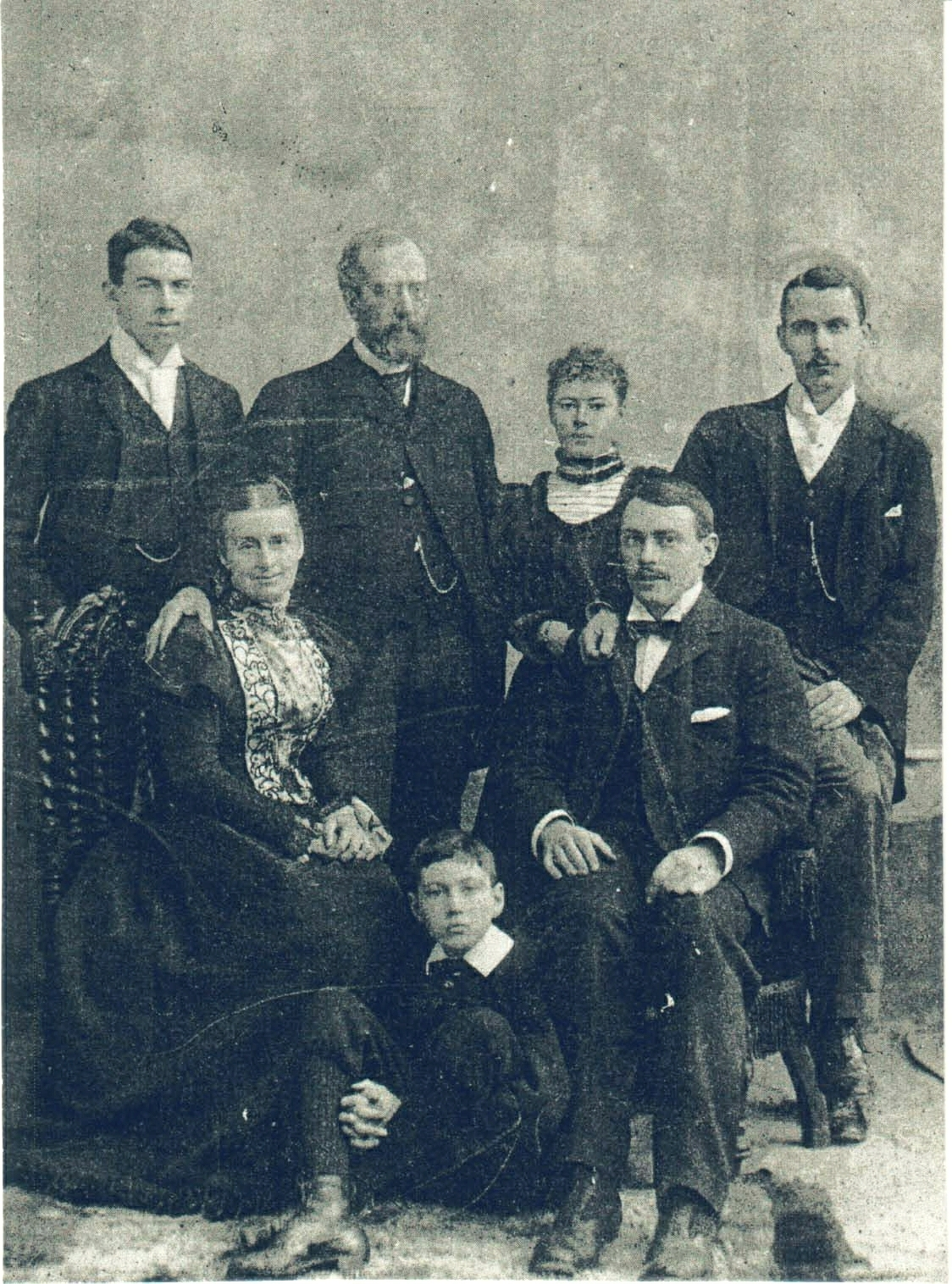
安德魯斯（右二）與家人合影，拍攝於1895年5月9日。

1873年2月7日，湯瑪斯·安德魯斯出生於愛爾蘭唐郡康柏。父親是愛爾蘭樞密院成員，母親是蘇格蘭長老教會成員。他的兄弟包括未來的北愛爾蘭總理約翰·米勒·安德魯斯、未來的北愛爾蘭首席大法官詹姆斯·安德魯斯爵士。安德魯斯和他的家人一起住在康柏。1884年，他開始在皇家貝爾法斯特學術學院學習。安德魯斯擅長體育，尤其是馬術和板球。然而，他真正喜歡的是船舶，不像他的兄弟對政治充滿興趣。出於這個原因，他在朋友之間的暱稱是「海軍上將」。1889年5月1日，16歲時開始在哈蘭德與沃爾夫造船廠擔任學徒，公司主要業務是為白星航運建造巨型船隊，他的叔叔威廉·裴禮子爵是這家造船公司的擁有者，他希望姪兒通過努力來證明自己的能力。

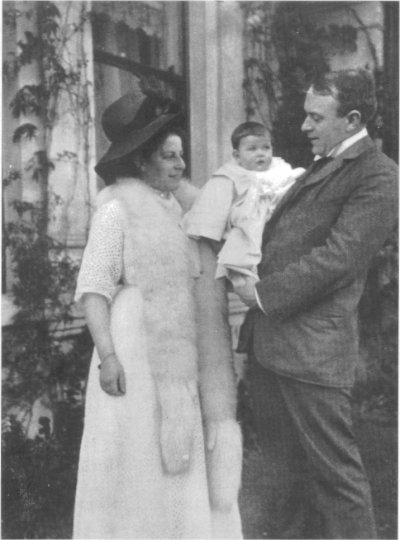
安德魯斯與妻女的合影。

### 哈蘭德與沃爾夫造船廠
在造船廠的五年學徒訓練期中，他學習了三個月的細木工、一個月的傢俱木工、兩個月在船隻上學習施工、五個月的造船工、兩個月的模板工、八個月的鑄鐵工、六個月的裝配工、三個月的製模工、八個月的金屬工，最後十八個月都在繪圖辦公室學習工程製圖。1893年2月，剛進入繪圖辦公室學習的安德魯斯被委以重任——監管船舶的施工作業。1894年5月，學徒訓練期滿。在多年的學徒、學習和工作期間，安德魯斯在公司和造船廠工人、工頭、管理階層和股東之中受到了廣泛的愛戴。有一名工人曾描述他是「一個深思熟慮的領導者，並且仍是好朋友」。他的妻子表示，安德魯斯認為與工人「是兄弟之間的特殊關係」，經常向她提起「他們是真正的朋友」。這五年他刻苦學習，不看小說也不看報，下班後經常鑽研海事建築理論。1899年，安德魯斯成為造船工程師。1901年，安德魯斯在通過公司的許多部門工作、熟悉造船工程的每個細節後，成為建築工程部的主任，然後成為維修工程部的主任。同年，他也成為英國皇家造船工程師協會成員。1904年，成為首席造船工程師助理，並在一年後晉升為設計部主管。1907年，安德魯斯被任命為設計總監和首席造船工程師。

### 婚姻與女兒
1908年6月24日，他與紡織工業家約翰·多爾蒂·巴伯（John Doherty Barbour）的女兒海倫·賴利·巴伯（Helen Reilly Barbour）結婚，她也是約翰·米爾恩·巴伯爵士的妹妹。他們的女兒伊麗莎白·勞-巴伯·安德魯斯（Elizabeth Law-Barbour Andrews）於1910年11月27日出生。這對夫婦住在貝爾法斯特溫莎大道20號。伊麗莎白出生前不久，安德魯斯帶著海倫去觀看建造中的鐵達尼號。在安德魯斯罹難後，海倫再婚，她於1966年8月22日在北愛爾蘭去世，埋葬在巴伯家族陵墓。

### 鐵達尼號

#### 設計與監督
1907年，安德魯斯開始設計並監督新的超級旗艦計劃——白星航運委託的奧林匹克級郵輪建造案，讓他一舉成名。1909年，奧林匹克號及其姊妹艦鐵達尼號開始並排建造，由造船廠董事長威廉·裴禮子爵監督、造船廠總經理亞歷山大·卡萊爾和安德魯斯設計。正如他監督其他船隻建造時所做過的那樣，安德魯斯熟悉了奧林匹克號和鐵達尼號的每一個細節，以確保她們處於最佳工作狀態。安德魯斯的建議是，這艘船應該配備46艘救生艇（而不是20艘），以及雙層船體和上升到B層甲板的水密艙壁，但是威廉·裴禮子爵駁回了他的建議。

#### 試航與首航

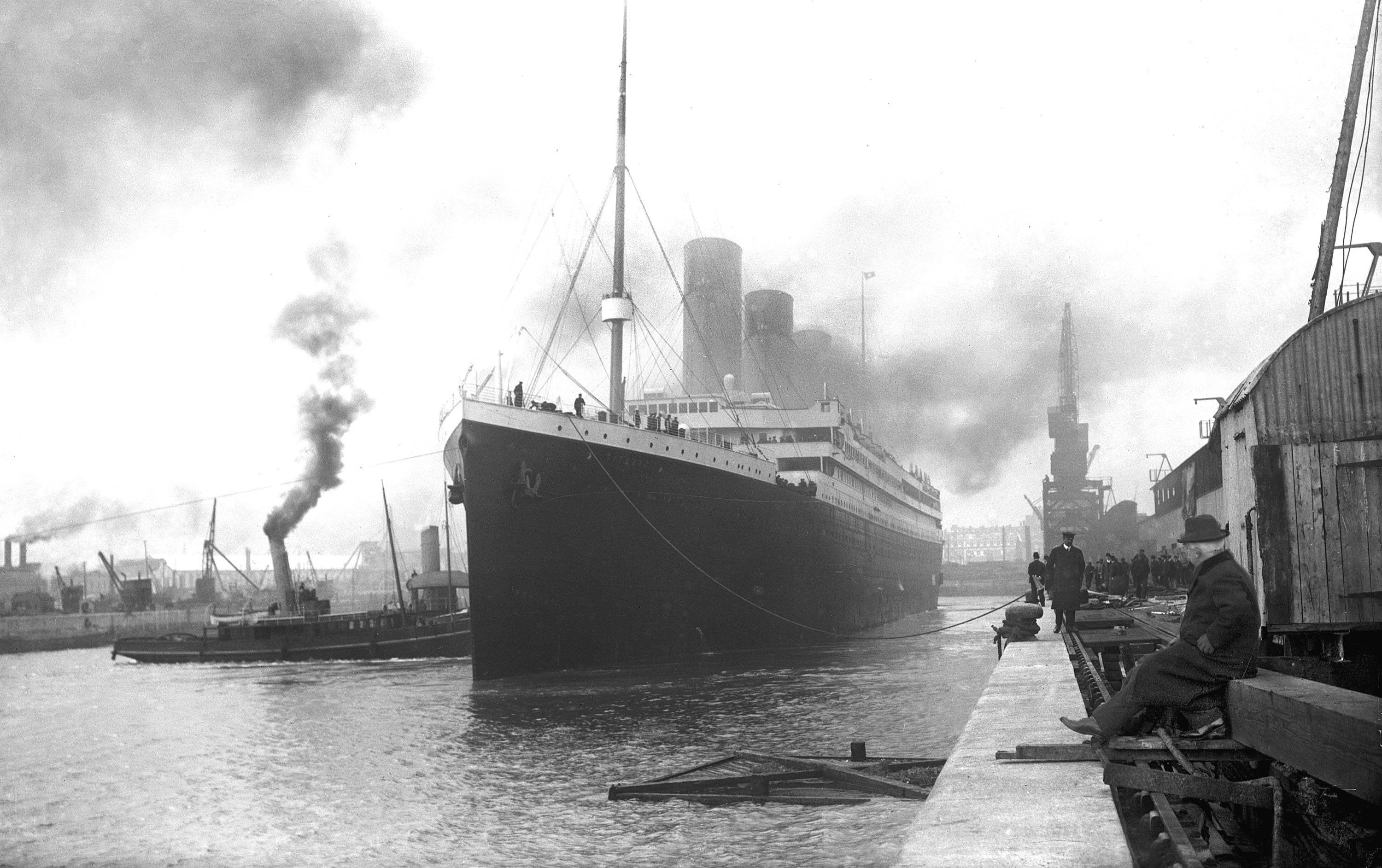
1912年4月10日，停泊在南安普敦港的鐵達尼號。

經過嚴格挑選後，安德魯斯領導了一支鐵達尼號品管小组，由8名參與建造的哈蘭德與沃爾夫造船廠工人組成，他們將在公司建造的船舶首航中，觀察船舶操作並發現任何必要的改進，這對員工來說是莫大的榮譽和成就。這也是造船廠的慣例，每艘新船的品管小组成員也都不同。安德魯斯和他的品管小组於1912年4月2日清晨登上鐵達尼號參與試航，當天晚間從貝爾法斯特前往南安普敦停泊、準備首航。4月3日子夜，他寫了一封信給妻子，裡面寫道：「我們今天順利且安全完成了試航，非常滿意。天氣很好，每個人都很愉快，我認為船會在週三出航之前整備完畢」。然後他提到醫生拒絕讓威廉·裴禮子爵參加首航。此後直到首航日的每一天，安德魯斯總是在停泊的鐵達尼號上忙碌工作——帶領白星航運高層參觀船艙、面試工程師、船副、部門主管、承包商，與負責人討論航行計畫等。他的秘書湯普森·漢米爾頓（Thompson Hamilton）寫道：「安德魯斯先生從來沒有片刻空閒，他通常早上8點半就開始處理信件，然後就在船上一直忙到晚上，然後又回去處理各種信件。不管什麼時候看到他，他總是在忙，對各種微小的細微都很認真看待，像桌子、椅子、鋪位、電扇。他說，除非看到所有東西都完美，否則不會滿意」。
4月10日，正式開始鐵達尼號第一次的載客營運，安德魯斯與秘書在這裡道別，他留下的最後一句話是：「銘記這一刻，然後隨時跟安德魯斯夫人通報這艘船的新消息」。4月11日，安德魯斯從愛爾蘭皇后鎮寄了最後一封信給妻子，裡面寫道：「船上的一切都很出色，我很滿足，每個人都向我表達了好意」。客房服務員亨利·山繆·埃吉斯（Henry Samuel Etches）後來出席聽證會時作證，安德魯斯在出航期間不斷忙碌，和他手下的工人們一整天都到處巡視，修改所有收到的不完美建議。女侍瑪麗·斯隆（Mary Sloan）則描述了安德魯斯的性格——「總是面帶微笑、親力親為、笑聲爽朗、心胸寬大、溫柔、親切自然，他對任何人都一樣，這讓每個人都愛他」。女侍維奧萊特·康斯坦斯·傑索普表示，工作人員都「習慣他在身邊走來走去，帶著疲憊但滿意的表情」。安德魯斯在乘客和船員中一直是個受歡迎的人，首席麵包師查爾斯·賈克林甚至給安德魯斯烤了一條特別的麵包。航行期間，安德魯斯記錄了他認為需要改進的各種事項，主要是各種設施的裝飾性變化。然而在4月14日那天，安德魯斯向一位朋友說：「鐵達尼號幾乎完美，人類的才智還可以讓她變得更好」。

#### 遇難
4月14日晚上，和過去幾天一樣，客房服務員亨利·山繆·埃吉斯（Henry Samuel Etches）在18時45分到達，協助安德魯斯更衣，他通常與船上的外科醫生威廉·弗朗西斯·諾曼·奧洛林（William Francis Norman O'Loughlin）共進晚餐。晚餐後，安德魯斯回到他的A-36特等客艙，攤開藍圖並整理他的筆記。23時40分，鐵達尼號右舷撞上了一座冰山。安德魯斯一直在他的特等客艙內，計劃他想要改動的船隻變化，幾乎沒有發覺到碰撞。船長愛德華·約翰·史密斯派人召見他協助檢查損害。23時45分，安德魯斯和船長一起到主甲板下方視察船體損害情形，發現前方的貨艙、郵件室和壁球室被淹沒，6號鍋爐房已經淹了4.3公尺高，海水也流入5號鍋爐房。4月15日子夜剛過，他們討論了冰山對該船的損壞。安德魯斯確定該船的前五個水密艙室很快就會氾濫成災。安德魯斯知道這艘船如果超過四個水密艙室被海水淹沒，她就註定會沉沒。他將這些訊息傳達給史密斯船長，強調這是一個「數學確定性」。並補充說，在他看來，這艘船能維持漂浮的時間只剩「一小時，最多兩小時」。他還向史密斯船長告知了船上救生艇數量嚴重短缺的情況。
隨著鐵達尼號開始撤離人員，安德魯斯不知疲倦的巡察客艙，告訴乘客穿上救生衣並前往小艇甲板逃生。女侍瑪麗·斯隆（Mary Sloan）表示，安德魯斯的表情「看起來好像心碎了」、「他一會兒在這裡、一會兒在那裡，無處不在，照顧每個人」。另一位女侍則回憶，在船艙裡遇見了安德魯斯，告訴她勸導乘客離開上層甲板：「十分鐘過去，海水已經爬上樓梯。安德魯斯先生又來了，他跟我說：『告訴他們穿上保暖的衣服，看看每個人是否都有救生衣，把他們全部帶去小艇甲板』。又過了十五分鐘，水幾乎淹到樓梯的頂部，安德魯斯先生又來吩咐：『打開所有客房，取出所有的救生衣和備用毛毯並分發它們』」。最後在小艇甲板上相遇時，安德魯斯告訴女侍不要介意穿著救生衣：「如果妳重視自己的生命，穿上妳的外套和救生衣，然後走過甲板，讓乘客看到妳也穿著救生衣」；女侍後來寫道「這是我最後一次看到他，我認為他是真正的英雄」。幾名生還者作證說，多次看見安德魯斯在進行疏散宣傳，到處懇請女士們趕快穿上救生衣撤離。他充分意識到撤離時間緊迫，以及所有乘客和船員缺乏救生艇的空間，他繼續敦促不情願的人登上救生艇，希望盡可能讓人坐滿。

## 死亡

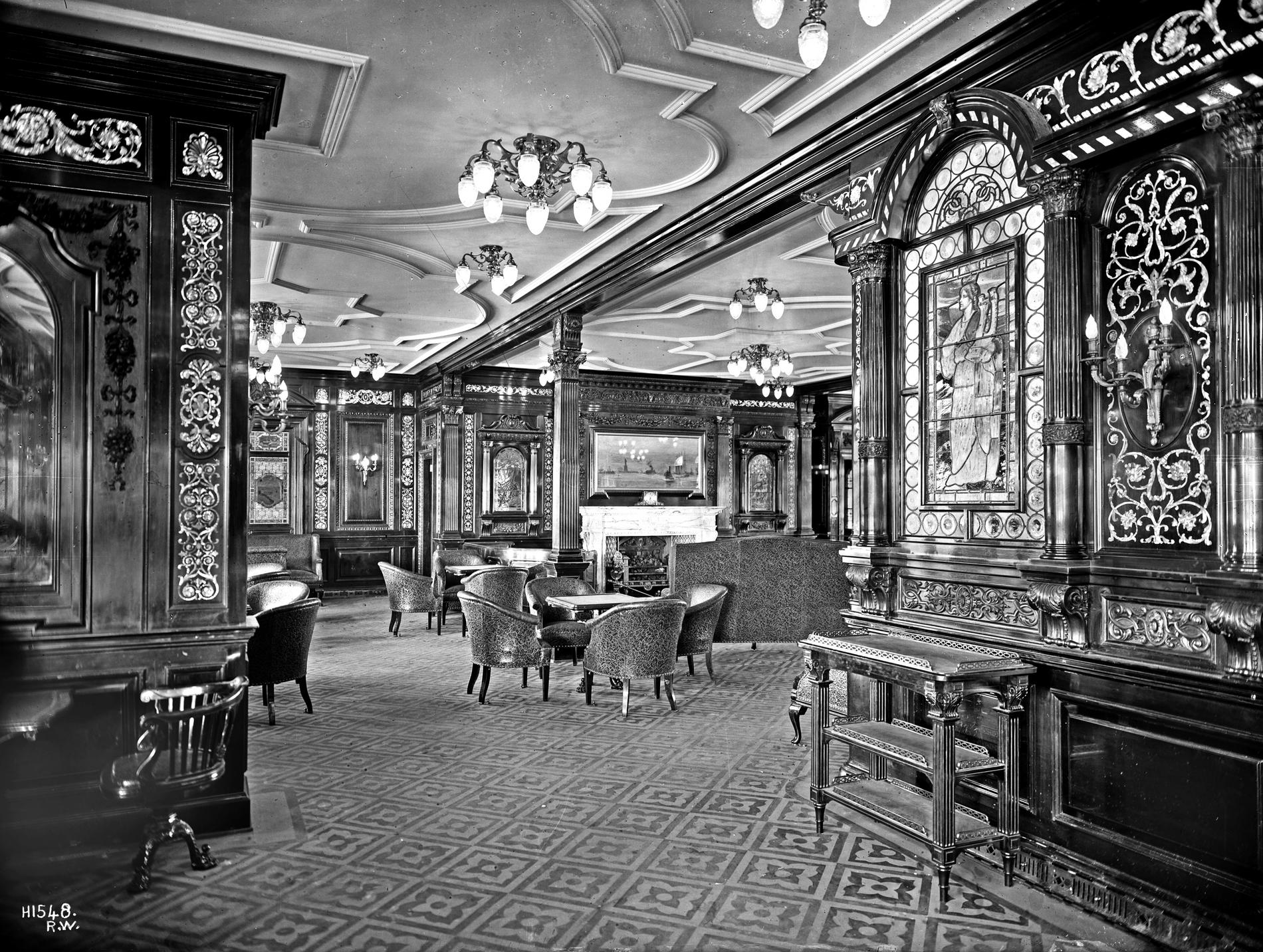
根據生還者證詞，安德魯斯最後出現在頭等吸菸室，這是關於他的行蹤報告之一，儘管這有爭議。

根據生還服務員約翰·史都華（John Stewart）的證詞，大約在1時30分左右，他經過頭等吸菸室時，看見安德魯斯站在壁爐旁，將救生衣放在附近的桌子上，雙臂交疊在胸前、獨自凝視著壁爐小時鐘上方的油畫。那幅油畫描繪了普利茅斯海峽的入口，預期鐵達尼號在返航途中抵達該海峽的場景。這段行蹤報告後來出現在1912年的著作《湯瑪斯·安德魯斯：造船者》（Thomas Andrews: Shipbuilder），並長期延續下來，已經成為鐵達尼號沉沒中最著名的傳說故事之一，並在多部關於鐵達尼號的影視作品中描寫。在約翰·史都華報告的時間之後，還有生還者的目擊證詞顯示安德魯斯其他的行蹤，他似乎在頭等吸菸室待了一段時間後離開，然後繼續協助疏散。
2時左右，乘客看見他回到小艇甲板上。當時人群開始陷入混亂，但仍有女性不願意離開家人、拒絕登上救生艇。當時有些人害怕冒險登艇，有些人情願留在丈夫的身邊，另一些人可能因為寒冷而恐慌，然後安德魯斯出現，揮動手臂發出響亮的命令：「女士們，妳們必須立刻登艇。沒有一分鐘可以浪費了，妳們不能挑選要坐哪一艘了，不要猶豫。坐進去，坐進去！」。另一個目擊報告指出，安德魯斯瘋狂將甲板上的躺椅不斷扔到海裡讓乘客抓住，不過這位扔躺椅的男子可能是首席麵包師查爾斯·賈克林，他在沉沒中倖存下來，並在作證時表示他也一直扔躺椅到海中。目擊報告稱，安德魯斯扔完躺椅後走向艦橋，也許是為了尋找史密斯船長。食堂服務員塞西爾·菲茨帕特里克聲稱，在船在大海俯衝沉沒的前幾分鐘，看到安德魯斯和史密斯船長一同在艦橋上，兩人在艦橋被淹沒之前從船跳了下去。根據事故時間的順序，這些是最後一段關於他的行蹤報告，之後就此失蹤，遺體也從未尋獲。

## 遺產

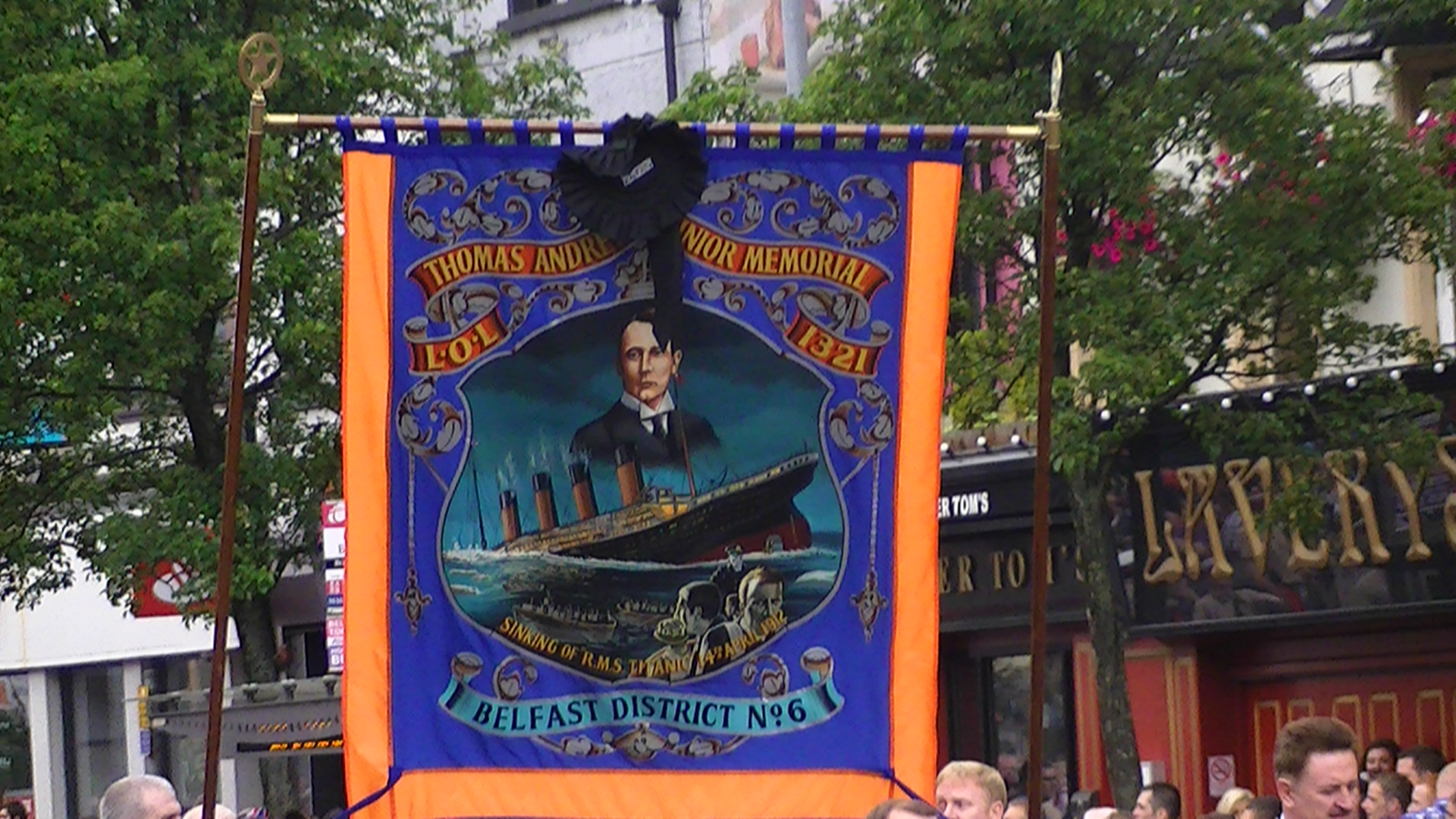
貝爾法斯特愛爾蘭聯合主義工會的湯瑪斯·安德魯斯紀念壁畫。

關於這場災難的新聞報紙中，記載了安德魯斯的英雄行動。鐵達尼號上的女侍瑪麗·斯隆（Mary Sloan）指出，安德魯斯曾說服她登上救生艇，後來在一封信中寫道：「安德魯斯先生像個真正的英雄一樣面對命運，意識到巨大的危機後，犧牲自己來拯救婦女和鐵達尼號的孩子們。人們會發現他是難以取代的。」災難後的一年之內，愛爾蘭小說家尚·伯洛克應愛爾蘭議員赫拉斯·普朗克特爵士的要求，製作了一本簡短的傳記，爵士認為安德魯斯的人生值得予以紀念。
1914年1月，在他的家鄉康柏，民眾建造了湯瑪斯·安德魯斯紀念館（Thomas Andrews Memorial Hall），這是鐵達尼號災難中最早和最重要的罹難者紀念碑之一。由愛爾蘭藝術家羅薩蒙·普雷格雕刻作品。紀念館現由東南教育委員會（South Eastern Education Board）維護，並由安德魯斯紀念小學（The Andrews Memorial Primary School）使用。位於貝爾法斯特溫莎大道的安德魯斯故居，也掛有阿爾斯特歷史圈藍色牌匾。
游牧號是白星航運唯一保存至今的船隻、曾在1912年4月10日擔任接駁鐵達尼號172名乘客的任務，同時也是安德魯斯生前設計的僅存作品。
2004年10月13日，小行星245158湯瑪斯·安德魯斯以他的名義命名。

## 文化描寫

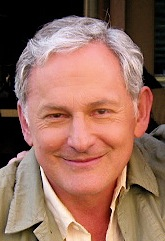
1997年賣座電影《泰坦尼克号》中，由維克多·賈博飾演安德魯斯，這是最為著名的文化描寫之一。

- 帕特里克·馬尼（英语：Patrick Macnee）（1956年）——《卡夫電視劇場（英语：Kraft Television Theatre）》：「此夜永難忘」（電視劇）
- 麥可·古德利夫（英语：Michael Goodliffe）（1958年）——《此夜永難忘》（電影）
- 傑佛瑞·懷特黑德（英语：Geoffrey Whitehead）（1979年）——《鐵達尼號遇難記（英语：S.O.S. Titanic）》（電視劇）
- 維克多·賈博（1997年）——《鐵達尼號》（電影）
- 麥可·塞爾韋里斯（英语：Michael Cerveris）（1997年）——《鐵達尼號（英语：Titanic (musical)）》（百老匯音樂劇）
- 弗恩·烏里希（英语：Vern Urich）（1998年）——《鐵達尼號：秘密揭曉（英语：Titanic: Secrets Revealed）》（電視紀錄片）
- 唐·林奇（英语：Don Lynch）（2003年）——《深淵遊魂（英语：Ghosts of the Abyss）》（紀錄片）
- 達米恩·奧哈爾（英语：Damian O'Hare）（2005年）——《鐵達尼號：一個神話的誕生》（電視紀錄片）
- 保羅·蒙德爾（英语：Paul Mundell）（2011年）——《絕對好奇：是什麼擊沉鐵達尼號？》（電視劇）
- 史提芬·坎貝爾·摩爾（英语：Stephen Campbell Moore）（2012年）——《鐵達尼號（英语：Titanic (2012 miniseries)）》（電視劇）
- 比利·卡特（英语：Billy Carter）（2012年）——《鐵達尼號：建造內幕（英语：Titanic: Blood and Steel）》（電視劇）
- 尼克·狄恩（英语：Nick Danan）（2012年）——《鐵達尼號男孩（英语：The Titanic Boys）》（舞台製作）
- 史提芬·荷根（英语：Stephen Hogan）（2012年）——《拯救鐵達尼號（英语：Saving the Titanic）》（電視劇）
- 羅伯特·巴登（英语：Robert Bagdon）（2013年）——《貝爾法斯特航運（英语：Belfast Air）》（短片）
- 格雷格·卡斯蒂里奧尼（英语：Greg Castiglioni）（2013年）——《鐵達尼號音樂劇（英语：Titanic The Musical）》（音樂劇）
- 加藤和樹（2015年）——《鐵達尼號音樂劇（英语：Titanic the musical）》（音樂劇）

## 外部連結
- Thomas Andrews on Titanic-Titanic.com
- Encyclopedia Titanica （页面存档备份，存于）
- LibraryIreland.com （页面存档备份，存于）, "Thomas Andrews Shipbuilder", a 1912 biography of Thomas Andrews
- 在Find a Grave上的Thomas Andrews, Jr